# Вбити людину
Вбити людину (рос. Убить человека) — радянський короткометражний чорно-білий художній фільм 1960 року, знятий режисером В. Джуматі на сайті «Мосфільм».

## Сюжет
За однойменним оповіданням Джека Лондона. Колись старий Сетліф зробив брудну махінацію, залишивши без гроша Х'югі Люка, і розбагатів. Х'юґі довгий час шукав роботу, але щастя так і не посміхнулося йому. Х'юґі як порядна людина, ніколи б не пішов на цю справу. Але треба врятувати друга, який потрапив у біду, й потрібно дістати для цього грошей. Х'югі проникнув у великий особняк Сетліфів, він хотів узяти лише те, що по праву належить йому. Але, заплутавшись у лабіринті коридорів і кімнат, Х'югі віч-на-віч зіткнувся з дочкою Сетліфа. Оговтавшись від переляку, міс Сетліф пускає в хід всю свою чарівність, всі хитрощі, щоб затримати злочинця. Вона мило розмовляє з ним, пропонує роботу і навіть свою дружбу, а сама безперервно натискає ногою на прихований під столом дзвінок. Х'югі вже зовсім повірив дружнім словам міс Сетліф, коли до кімнати зайшов слуга, який нарешті почув дзвінок молодої господині. Тут розкрилося її віроломство. Чекаючи на поліцію, за якою пішов дворецький, вона, заволодівши зброєю Х'югі, сама вирішила сторожити його. Але Х'югі не лякає направлене на нього дуло пістолета; щоб убити людину, треба мати мужність, а не таку дрібну і брехливу душу, як у міс Сетліф. І Х'югі Люк спокійно встає і повільно виходить надвір.

## У ролях
- Сергій Курилов — Х'югі Люк
- Наталія Фатєєва — міс Сетліф
- Микита Кондратьєв — дворецький

## Знімальна група
- Режисер — В. Джуматі
- Сценарист — В. Джуматі
- Оператор — Герман Лавров
- Художник — Георгій Колганов